# كاميلا ليس
كاميلا ليس (بالإنجليزية: Camilla Lees)‏ هي لاعبة كرة الشبكة نيوزيلندية، ولدت في 27 مارس 1989 في بوكيكو ‏ في نيوزيلندا.